# Analectis
 (novembre 2023).
Analectis pala
Genre
Espèce
Analectis est un genre fossile de poissons à nageoires rayonnées de la famille également fossile des Turkmenidae qui a vécu lors du Chattien de l’Oligocène supérieur. Une seule espèce est connue, Analectis pala Daniltchenko, 1980.

## Classification
Le genre Analectis et l'espèce Analectis pala sont créés et décrits en 1980 par le paléontologue Daniltshenko (d),,.

## Répartition
Des restes fossiles d’Analectis ont été mis au jour en Géorgie.

### Publication originale
- [1980] P. G. Daniltchenko, Tr Paleontol Inst Akad Nauk SSSR 179, 1980, 92 p.